# Estructura química

Estructura de la molècula d'àcid nítric, que mostra angles i enllaços.

L'estructura química d'una substància química aporta informació sobre la manera com s'enllacen els diferents àtoms o ions que formen una molècula, o agregat atòmic. Inclou la geometria molecular, la configuració electrònica i, si de cas, l'estructura cristal·lina.
La geometria molecular es refereix a l'ordenació espacial dels àtoms d'una molècula (incloent-hi distàncies d'enllaç i angles d'enllaç) i els enllaços químics que mantenen units els àtoms. La geometria molecular ha d'explicar la forma de les molècules més simples com les de l'oxigen o nitrogen diatòmics, fins a les més complexes, com una molècula de proteïna o d'ADN.
Aquest terme també pot referir-se a estructures on no hi ha molècules pròpiament dites. Els compostos iònics o covalents no formen molècules sinó xarxes tridimensionals, enormes agregats d'àtoms o ions, amb una estructura regular, simètrica i periòdica.
| Molècula                  | Xarxa atòmica             | Xarxa iònica             | Xarxa metàl·lica |
| ------------------------- | ------------------------- | ------------------------ | ---------------- |
| Àcid tioacètic            | Diamant                   | Iodur de coure (I)       | Metall           |
| Àcid tioacètic, CH₃-COSH  | Diamant, Cn               | Iodur de coure (I), CuI₂ | Metall           |
| Enllaç covalent molecular | Enllaç covalent reticular | Enllaç iònic             | Enllaç metàl·lic |

## Geometria de molècules covalents
L'ordenació espacial dels àtoms en una determinada molècula és aquella que permet la formació dels enllaços entre dits àtoms amb la menor repulsió possible entre els seus núvols electrònics, que tendeixen a allunyar-se tant com és possible les unes de les altres. La teoria de repulsió de parells d'electrons de la capa de valència (Teoria RPECV) dona una predicció aproximada de la forma o estructura de moltes molècules simples a partir dels parells d'electrons (PE) compartits i no compartits de cada àtom central.
La geometria molecular d'un compost químic pot representar-se de manera aproximada mitjançant la seva fórmula estructural, usant models 2D i 3D.
- La configuració electrònica descriu la distribució dels electrons d'un àtom entre els diferents nivells i subnivells d'energia així com l'ocupació dels orbitals moleculars d'un compost.

### Geometria i estructura de molècules senzilles
La teoria RPECV dona una bona aproximació de la forma i estructura de moltes molècules, que es complementa amb altres aportacions com la teoria de la hibridació o teoria d'orbitals híbrids.
En la taula de sota apareixen diverses molècules senzilles, amb algunes de les formes més comunes.
| Molècula lineal                       | Molècula angular      | Molècula plana                                                 | Molècula piramidal          | Molècula tetraèdrica                     |
| ------------------------------------- | --------------------- | -------------------------------------------------------------- | --------------------------- | ---------------------------------------- |
| Molècula de sulfur de carbonil, S=C=O | Molècula d'aigua, H2O | Molècula de trifluorur de bor, BF3                             | Molècula de tiotionil       | Molècula de tetrafluorur de silici       |
| Molècula de sulfur de carbonil, S=C=O | Molècula d'aigua, H₂O | Molècula de trifluorur de bor, BF₃, mostrant modes de vibració | Molècula de tiotionil, S₂F₂ | Molècula de tetrafluorur de silici, SiF₄ |
| Dos dobles enllaços                   | 4 PE                  | 3 PE                                                           | 4 PE                        | 4 PE                                     |

Òbviament, quan augmenta el nombre d'àtoms de la molècula, augmenta la complexitat de la seva estructura i la dificultat de la seva determinació. Algunes molècules les estructures de les quals van ser difícils de determinar són les següents.
| Benzè         | Hèlixs α (proteïnes)   | ADN                   | Hemoglobina          |
| ------------- | ---------------------- | --------------------- | -------------------- |
| Benzè         | Hèlixs α               | ADN                   | Hemoglobina          |
| Kekulé (1865) | Pauling i Corey (1951) | Watson i Crick (1953) | Max F. Perutz (1960) |

## Determinació de l'estructura
La determinació estructural en la química és el procés de determinar l'estructura química d'una substància química. Pràcticament, el resultat final del procés és l'obtenció de les coordenades dels àtoms dins la molècula, les distàncies entre ells i els angles entre els seus enllaços. Els mètodes pels quals es pot determinar l'estructura d'una molècula són molt diversos: hi ha mètodes d'espectroscopia, com la ressonància magnètica nuclear (RMN), espectroscopia infrarroja i espectroscopia Raman, microscopia d'electrons, i cristal·lografia de raigs X (difracció de raigs X). Aquesta darrera pot produir models en 3D amb resolució atòmica, sempre que la substància estigui en forma de cristall, car la difracció de raigs X necessita nombroses còpies de la molècula analitzada que ha d'estar, per tant, disposada d'una manera organitzada, com en l'estat cristal·lí.
Els mètodes següents són habituals per a determinar l'estructura química:
- Difracció de raigs X
- Ressonància magnètica nuclear de protons
- Ressonància magnètica nuclear de carboni
- Espectrometria de masses
- Espectroscòpia infraroja

Els mètodes següents són habituals per a determinar l'estructura electrònica:
- Ressonància paramagnètica electrònica
- Voltametria cíclica
- Espectroscòpia d'absorció d'electrons
- Espectroscòpia de fotoelectrons emesos per raigs X